# Нотенайское староство
Ноте́найское староство (лит. Notėnų seniūnija) — одно из 8 староств Скуодасского района, Клайпедского уезда Литвы. Административный центр — деревня Нотенай.

## География
Расположено на северо-западе Литвы, в южной части Скуодасского района, на Западно-Жямайтском плато недалеко от побережья Балтийского моря. 
Граничит с Моседским староством на западе, Шатесским — на севере, Барстичяйским — на северо-востоке, Платяляйским староством Плунгеского района — на востоке и юге, и Имбарским староством Кретингского района — на юге и юго-западе.

## Население
Нотенайское староство включает в себя 16 деревень.